# خفاش‌های پشمین
خفاش‌های پشمین (نام علمی: Kerivoula) نام یک سرده از تیره خفاش‌ناهیدی است.